# Сан-Хуан-де-Ураба
Сан-Хуан-де-Ураба (исп. San Juan de Urabá) — город и муниципалитет на северо-западе Колумбии, на территории департамента Антьокия. Входит в состав субрегиона Ураба.

## История
Поселение из которого позднее вырос город было основано 24 июня 1896 года. Муниципалитет Сан-Хуан-де-Ураба был выделен в отдельную административную единицу в 1986 году.

## Географическое положение

Муниципалитет Сан-Хуан-де-Ураба

Город расположен в северо-западной части департамента, на левом берегу реки Сан-Хуан, вблизи побережья Карибского моря, на расстоянии приблизительно 293 километров к северо-северо-западу (NNW) от Медельина, административного центра департамента. Абсолютная высота — 25 метров над уровнем моря.

Муниципалитет Сан-Хуан-де-Ураба граничит на востоке и юго-востоке с муниципалитетом Арболетес, на западе и юго-западе — с муниципалитетом Некокли, на севере омывается водами Карибского моря. Площадь муниципалитета составляет 239 км².

## Население
По данным Национального административного департамента статистики Колумбии, совокупная численность населения города и муниципалитета в 2013 году составляла 24 253 человек.
Динамика численности населения муниципалитета по годам:
| 2005   | 2006   | 2007   | 2008   | 2009   | 2010   | 2011   | 2012   | 2013   |
| ------ | ------ | ------ | ------ | ------ | ------ | ------ | ------ | ------ |
| 20 899 | 21 301 | 21 704 | 22 108 | 22 513 | 22 944 | 23 364 | 23 801 | 24 253 |

Согласно данным переписи 2005 года мужчины составляли 51,4 % от населения Сан-Хуан-де-Урабы, женщины — соответственно 48,6 %. В расовом отношении негры, мулаты и райсальцы составляли 86,5 % от населения города; белые и метисы — 12,1 %; индейцы — 1,4 %.
Уровень грамотности среди всего населения составлял 75,1 %.

## Экономика
Основу экономики Сан-Хуан-де-Урабы составляют сельскохозяйственное производство и рыболовство. На территории муниципалитета выращивают бананы, кукурузу, кокосовую пальму, юкку и другие культуры. Развито скотоводство.

53,1 % от общего числа городских и муниципальных предприятий составляют предприятия торговой сферы, 32,5 % — предприятия сферы обслуживания, 13,4 % — промышленные предприятия, 1 % — предприятия иных отраслей экономики.